# Rönåsasjöarna
Rönåsasjöarna är en sjö i Borås kommun i Västergötland och ingår i Göta älvs huvudavrinningsområde.